# Otto Stern
Pour les articles homonymes, voir Stern.
Otto Stern, né le 17 février 1888 à Sohrau et mort le 17 août 1969 à Berkeley, est un physicien allemand. Il est lauréat du prix Nobel de physique de 1943 « pour ses contributions au développement de l'épitaxie par jet moléculaire et sa découverte du moment magnétique du proton ».

## Biographie
Otto Stern naît le 17 février 1888 à Sohrau en Silésie dans le royaume de Prusse, dans une famille juive allemande. Ses parents sont Oskar Stern (1850-1919) et Eugenia Rosenthal (1863-1907). Il a un frère, Kurt (1892-1938), qui deviendra botaniste à Francfort, et trois sœurs. En 1892, la famille déménage à Breslau, où le père possède un moulin.
Otto Stern est élève à Breslau de 1897 à 1906, puis il part étudier à Fribourg-en-Brisgau et Munich, avant de revenir à l'université de Breslau. En 1912, il termine ses études avec une thèse de doctorat en chimie physique sous la direction d'Otto Sackur sur la cinétique de la pression osmotique et la loi de Henry dans différentes solutions de dioxyde de carbone. 
Poussé par l'« esprit d'aventure », il se met en relation, par l'intermédiaire de son professeur et de Fritz Haber, avec Albert Einstein. Celui-ci accepte de l'accueillir à partir du printemps 1912 à l'université Charles de Prague, puis à l'École polytechnique fédérale de Zurich. À Zurich, Stern est privatdozent et rencontre Peter Debye, Karl Herzfeld et Paul Ehrenfest. Ses travaux portent alors sur la théorie de l'entropie, en particulier sur l'équation de Sackur-Tetrode.
En 1914, invité par Max von Laue qu'il a rencontré à Zurich, il travaille à l'université de Francfort et passe en 1915 son habilitation en chimie physique. Pendant la Première Guerre mondiale, Stern est appelé au front russe à Łomża pour faire des mesures météorologiques qui lui laissent beaucoup de temps pour s'intéresser à des problèmes de physique théorique autour du théorème de Nernst. Vers la fin de la guerre, il est muté dans un bureau à Berlin, où il fréquente Rudolf Ladenburg, Max Born, Alfred Landé, Walther Nernst, Max Volmer et James Franck. Avec Volmer, il décrit la cinétique d'un mécanisme de désactivation photochimique intermoléculaire (par exemple la fluorescence) avec une équation qui portera leurs noms.
En 1919, il retourne à Francfort avec Born et va se tourner vers la physique expérimentale en s'intéressant aux faisceaux moléculaires inventés par Louis Dunoyer de Segonzac. Par un dispositif de trois caissons sous vide et connectés par un petit trou, Dunoyer avait montré qu'il était possible de générer un faisceau rectiligne de particules (atomes, molécules ou autres) ayant presque la même vitesse et pratiquement sans collisions entre elles. Il parvient à mesurer la vitesse des molécules dans le faisceau et confirme la loi de distribution des vitesses de Maxwell. Ces résultats vont avoir un grand impact sur la physique expérimentale : il sera désormais possible de préparer des molécules isolées dans un état bien défini et ainsi de mesurer avec précision les perturbations causées par des champs externes ou d'autres molécules.
Stern va développer cette méthode avec l'aide de son collègue Walther Gerlach, puis avec d'autres, notamment Immanuel Estermann et Otto Frisch. Il a l'idée de faire passer le faisceau d'atomes d'argent dans un champ magnétique pour observer l'orientation du moment cinétique des atomes. Gerlach observe une orientation quantifiée spatialement, offrant ainsi à la physique quantique une grande réalisation expérimentale : c'est l'expérience de Stern et Gerlach de 1922. Pour la première fois on montrait une preuve (non spectroscopique) que les atomes ont un comportement inexplicable avec la physique classique.
De septembre 1921 à décembre 1922, Stern obtient un poste de professeur associé en physique théorique à l'université de Rostock et, le 1er janvier 1923, devient professeur titulaire et directeur du tout nouvel institut de chimie physique de l'université de Hambourg. À Hambourg, il conçoit de manière très détaillée un plan de recherche, dirige une large équipe et dispose de grands moyens. Il côtoie Wilhelm Lenz, Wolfgang Pauli, Ernst Ising, Hans Jensen, etc. et reçoit plusieurs étudiants renommés comme I. I. Rabi et Emilio Segrè. L'observation de la diffraction d'ondes de matière (atomes et molécules) par des cristaux lui permet de confirmer expérimentalement l'hypothèse de de Broglie. Il détermine également le moment magnétique du proton et du deuton, ce qui lui vaudra le prix Nobel de physique. Il est invité pour la première fois à l'université de Californie à Berkeley en 1930.
Du fait de son ascendance juive et à la suite de la montée au pouvoir d'Adolf Hitler, Stern démissionne de son poste à Hambourg le 30 juin 1933 et émigre, pour devenir professeur de physique à l'Institut de technologie Carnegie de Pittsburgh aux États-Unis, avec son collègue Estermann. Il est naturalisé américain le 8 mars 1939. Il prend sa retraite en 1945 et s'établit en Californie où reçoit la distinction de professeur émérite à l'université de Californie à Berkeley.
Stern meurt d'une crise cardiaque le 17 août 1969 à Berkeley. Il est resté célibataire sans enfants.
Il fut membre de l'Académie royale danoise des sciences et des lettres (1936), de l'Académie nationale des sciences (1945) et de la Société américaine de philosophie (1946). Après quatre-vingt-deux nominations (un record à l'époque, qui sera seulement battu par Murray Gell-Mann), il reçut le prix Nobel de physique 1943 (qui lui fut remis au Waldorf-Astoria de New York le 10 décembre 1944, en même temps que celui de son ami Rabi).

## Œuvre scientifique

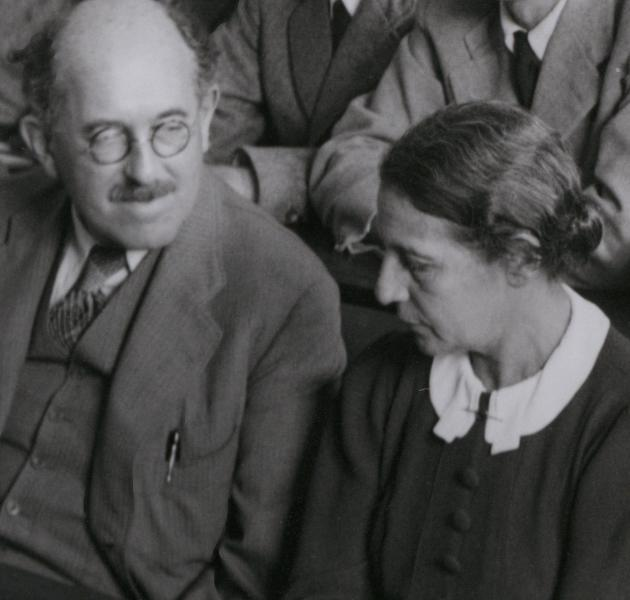
Otto Stern, Lise Meitner (1937)

Stern était à la fois un grand théoricien et un expérimentateur de talent ; il a contribué au développement de l'épitaxie par jet moléculaire, à la découverte de la quantification du spin (avec Walther Gerlach en 1922 ; voir expérience de Stern et Gerlach), à la mesure du moment magnétique des atomes, à la preuve de la nature ondulatoire des atomes et des molécules et à la découverte du moment magnétique du proton. Il a reçu en 1943 le prix Nobel de physique « pour ses contributions au développement de l'épitaxie par jet moléculaire et sa découverte du moment magnétique du proton ».
L'équation de Stern-Volmer a été établie en collaboration avec Max Volmer, un chercheur de l'Institut de physico-chimie de Berlin.